# Karl Grune
Karl Grune (Vienna, 22 gennaio 1890 – Bournemouth, 2 ottobre 1962) è stato un regista, sceneggiatore e produttore cinematografico austriaco.

## Filmografia

### Regista
- Aus eines Mannes Mädchenjahren
- Menschen in Ketten
- Der Mädchenhirt
- Mann über Bord
- Visita notturna alla banca Northern (Nachtbesuch in der Northernbank) (1921)
- Die Nacht ohne Morgen
- Die Jagd nach der Wahrheit
- Sublime sacrificio (Frauenopfer) (1922)
- Rogo spento (Der Graf von Charolais)
- Die Nacht der Medici
- Der stärkste Trieb
- Fiamme nella miniera (Schlagende Wetter) (1923)
- La strada (Die Straße) (1923)
- Arabella
- Komödianten (1925)
- Gelosia (Eifersucht)
- Die Brüder Schellenberg
- Königin Luise, 1. Teil - Die Jugend der Königin Luise
- Am Rande der Welt
- Königin Luise, 2. Teil
- L'agente segreto della Pompadour (Marquis d'Eon, der Spion der Pompadour) (1928)
- Waterloo (1929)
- Katharina Knie (1929)
- Das gelbe Haus des King-Fu
- La Maison jaune de Rio
- Il sultano rosso
- The Marriage of Corbal
- Pagliacci (1936)